# Железничка станица Стара Пазова
Железничка станица Стара Пазова је једна од железничких станица на пругaма Београд—Шид и Београд—Суботица. Налази се у насељу Стара Пазова у општини Стара Пазова. Пруга се наставља ка Инђији у једном смеру, у другом према Новој Пазови и у трећем према Голубинцима. Железничка станица Стара Пазова састоји се из 6 колосека.